# Gamma Tauri
Gamma Tauri (Prima Hyadum, γ Tau) – gwiazda w gwiazdozbiorze Byka. Znajduje się około 162 lata świetlne od Słońca.

## Nazwa
Gwiazda ma tradycyjną nazwę Prima Hyadum (z łac. „Pierwsza z Hiad”), jako że z obrotem sfery niebieskiej podąża na czele gromady Hiad. Egipski astronom Al Achsasi al Mouakket wymienił ją w swoim katalogu pod nazwą ‏أول الدبران‎ Awwal al Dabarān, „pierwsza z Podążających (za Plejadami)”. Międzynarodowa Unia Astronomiczna w 2017 roku formalnie zatwierdziła użycie nazwy Prima Hyadum dla określenia tej gwiazdy.

## Charakterystyka
Jasne gwiazdy Hiad wraz z Aldebaranem układają się na kształt litery V, a Gamma Tauri znajduje się na jej „czubku”. Jest to olbrzym należący do typu widmowego K0. Gwiazda ma temperaturę ok. 4840 K i jasność 79 razy większą niż jasność Słońca. Jej promień jest ponad 13 razy większy niż promień Słońca, a masa 2,6 razy większa od masy Słońca. Wiek całej gromady to około 650 milionów lat.
Obserwacja z użyciem interferometrii plamkowej w 1982 roku wskazywała na obecność towarzyszki gwiazdy, odległej o 0,395″ od olbrzyma. Późniejsze obserwacje nie potwierdziły jednak tego.